# شياولياي (كرة سلة)
شياولياي هو فريق كرة سلة ليتواني تأسس في 1984. يلعب في دوري البلطيق لكرة السلة . 

## وصلات خارجية
- الموقع الإلكتروني